# 휴스턴 갬블러스
| 휴스턴 갬블러스 |                                                  |
| 콘퍼런스        | 서부 콘퍼런스                                    |
| 디비전          | 센트럴 디비전                                    |
| 설립연도        | 1984년                                           |
| 해체연도        | 1985년                                           |
| 역사            | 휴스턴 갬블러스 (1984년~1985년)                  |
| 경기장          | 휴스턴 애스트로돔                                |
| 연고지          | 텍사스주 휴스턴                                  |
| 상징색          | 검정, 겜블러 레드, 회색, 하양, 황색금            |
| 구단주          | 엘빈 루베트킨 닥터 제리 아르고비츠 제이 루라이프 |
| 감독            | 잭 파디 (마지막 감독)                            |
| 리그 우승       | -                                                |
| 콘퍼런스 우승   | -                                                |
| 디비전 우승     | 1 (1984)                                         |

휴스턴 갬블러스(Houston Gamblers)는 1984년부터 1985년까지 텍사스주 휴스턴을 연고지로 하는 USFL의 서부 콘퍼런스 센트럴 디비전 소속 미식 축구팀이다.

## 역대 홈경기장
| 경기장            | 사용기간      | 수용인원 | 장소            | 비고 |
| ----------------- | ------------- | -------- | --------------- | ---- |
| 휴스턴 갬블러스   |               |          |                 |      |
| 휴스턴 애스트로돔 | 1984년~1985년 | 44,735명 | 텍사스주 휴스턴 | 빈칸 |